# Conassiminea
Conassiminea là một chi ốc có mài nhỏ, là động vật thân mềm chân bụng sống ở biển trong họ Assimineidae.

## Các loài
Các loài trong chi Conassiminea gồm có:
- Conassiminea studderti Fukuda & Ponder, 2006[2]
- Conassiminea zheni Fukuda & Ponder, 2006[3]